# Гајић (презиме)
Гајић је словенско презиме настало од имена Гајо које се може односити на:
- Алекса Гајић (рођен 1974), српски стрип цртач и филмски редитељ
- Горан Гајић (рођен 1962), српски филмски, телевизијски и позоришни редитељ
- Марко Гајић (рођен 1992), српски фудбалски дефанзивац
- Милан Гајић (фудбалер, рођен 1986) (рођен 1986), српски фудбалер
- Милан Гајић (фудбалер рођен 1996), српски фудбалер
- Зоран Гајић (рођен 1958), српски одбојкашки тренер